# Нассім Хнід
Нассім Хнід (араб. نسيم هنيد, нар. 12 березня 1997, Зарзіс) — туніський футболіст, захисник клубу «Жальгіріс».

## Клубна кар'єра
Нассім Хнід народився в місті Зарзіс. Вихованець футбольної школи клубу «Сфаксьєн», у якому розпочав виступи в основній команді в 2016. У команді провів чотири сезони, взявши участь у 53 матчах чемпіонату.
До складу клубу АЕК приєднався 20 серпня 2020 року. У складі афінського клубу рахувався до 2022 року, частину сезону 2021—2022 років провів у оренді в катарському клубі «Ас-Сайлія». Сезон 2022—2023 років туніський футболіст розпочав у марокканському клубі  «Олімпік» (Хурибга). З початку 2023 року Хнід грає у складі вільнюського «Жальгіріса». 

## Виступи за збірну
17 червня 2019 року Нассім Хнід дебютував в офіційних матчах у складі національної збірної Тунісу. У складі збірної був учасником Кубка африканських націй 2019 року в Єгипті, на якому зіграв один матч за 3-тє місце зі збірною Нігерії. Усього зіграв у складі збірної 2 матчі, в яких йому не вдалось відзначитись забитим м'ячем.
| Дата      | Місто | Господарі | Результат | Гості   | Турнір                   | Голи | Примітки |
| --------- | ----- | --------- | --------- | ------- | ------------------------ | ---- | -------- |
| 17-6-2019 | Радес | Туніс     | 2 – 1     | Бурунді | товариський матч         | -    |          |
| 17-7-2019 | Каїр  | Туніс     | 0 – 1     | Нігерія | Кубок африканських націй | -    | 67'      |
| Усього    |       | Матчів    | 2         |         | Голів                    | 0    |          |

## Титули і досягнення
- Володар Кубка Тунісу: 2018-19
- Володар Суперкубка Литви: 2023